# Home Nations Championship 1884
Die Ausgabe 1884 des Turniers Home Nations Championship in der Sportart Rugby Union (das spätere Five Nations bzw. Six Nations) fand vom 5. Januar bis 12. April statt. Turniersieger wurde England, das mit Siegen gegen alle anderen Teilnehmer die Triple Crown schaffte.

## Teilnehmer
| Land       | Stadion                           | Stadt              | Kapitän                          |
| ---------- | --------------------------------- | ------------------ | -------------------------------- |
| England    | Cardigan Fields / Rectory Field   | Leeds / Blackheath | Temple Gurdon                    |
| Irland     | Lansdowne Road                    | Dublin             | Alexander McDonald / Frank Moore |
| Schottland | Raeburn Place                     | Edinburgh          | Bill Maclagan                    |
| Wales      | Rodney Parade / Cardiff Arms Park | Newport / Cardiff  | Charlie Newman / Joe Simpson     |

## Abschlusstabelle
|    | Land       | Spiele | Siege | Unent. | Ndlg. | Spiel- punkte | Diff. | Tabellen- punkte |
| -- | ---------- | ------ | ----- | ------ | ----- | ------------- | ----- | ---------------- |
| 1. | England    | 3      | 3     | 0      | 0     | 3:1           | + 2   | 6                |
| 2. | Schottland | 3      | 2     | 0      | 1     | 3:1           | + 2   | 4                |
| 3. | Wales      | 3      | 1     | 0      | 2     | 2:2           | ± 0   | 2                |
| 4. | Irland     | 3      | 0     | 0      | 3     | 0:4           | − 4   | 0                |

## Ergebnisse
Für das Spielergebnis zählte die Anzahl erzielter Tore. Ein Tor wurde für eine erfolgreiche Erhöhung nach einem Versuch oder für ein Dropgoal gegeben. Endete das Spiel unentschieden nach Anzahl der Tore, zog man die nicht erhöhten Versuche hinzu, um einen Gewinner zu ermitteln. Gab es danach immer noch keinen eindeutigen Sieger, so trennten sich beide Teams unentschieden.
Ergebnisnotation: 
 T = Try (Versuch); G = Goal (Tor nach Versuch); D = Dropgoal
(in Klammern die Anzahl erzielter Tore)
| 5. Januar 1884 | England                                            | 1G 3T : 1G    | Wales                             | Cardigan Fields, Leeds Zuschauer: 2.000 Schiedsrichter: J. A. Gardner (Schottland) |
| 5. Januar 1884 | Versuche: Rotherham Twynam Wade Erhöhungen: Bolton | (1:1) Bericht | Versuche: Allen Erhöhungen: Lewis | Cardigan Fields, Leeds Zuschauer: 2.000 Schiedsrichter: J. A. Gardner (Schottland) |

| 12. Januar 1884 | Wales | 0 : 1T 1D     | Schottland                                | Rodney Parade, Newport Schiedsrichter: J. S. MacLaren (Schottland) |
| 12. Januar 1884 |       | (0:1) Bericht | Versuche: Ainslie Erhöhungen: Grant-Asher | Rodney Parade, Newport Schiedsrichter: J. S. MacLaren (Schottland) |

| 4. Februar 1884 | Irland | 0 : 1G        | England                             | Lansdowne Road, Dublin Schiedsrichter: J. S. Lang (Schottland) |
| 4. Februar 1884 |        | (0:1) Bericht | Versuche: Bolton Erhöhungen: Sample | Lansdowne Road, Dublin Schiedsrichter: J. S. Lang (Schottland) |

| 16. Februar 1884 | Schottland                                                                 | 2G 2T : 1T    | Irland             | Raeburn Place, Edinburgh Zuschauer: 6.000 Schiedsrichter: George Hill (England) |
| 16. Februar 1884 | Versuche: Grant-Asher Peterkin Tod Erhöhungen: Wauchope Straftritte: Berry | (2:0) Bericht | Versuche: McIntosh | Raeburn Place, Edinburgh Zuschauer: 6.000 Schiedsrichter: George Hill (England) |

| 1. März 1884 | England                                 | 1G : 1T       | Schottland         | Rectory Field, Blackheath Zuschauer: 8.000 Schiedsrichter: George Scriven (Irland) |
| 1. März 1884 | Versuche: Kindersley Erhöhungen: Bolton | (1:0) Bericht | Versuche: Jamieson | Rectory Field, Blackheath Zuschauer: 8.000 Schiedsrichter: George Scriven (Irland) |

| 12. April 1884 | Wales                                     | 2T 1D : 0     | Irland | Cardiff Arms Park, Cardiff Schiedsrichter: George Hill (England) |
| 12. April 1884 | Versuche: Clapp Morton Dropgoals: Staddan | (1:0) Bericht |        | Cardiff Arms Park, Cardiff Schiedsrichter: George Hill (England) |